# 翁挺
翁挺，字士特，号五峰居士，建州崇安（今福建武夷山）人。宋朝政治人物、诗人。

## 简介
北宋政和年间，受其叔父恩泽入朝为官，任宜章尉，后改授少府监，最终官至尚书考功员外郎。建炎二年，罢官归乡。

## 亲属关系
父亲，翁彦约。
叔父，翁彦国。
外兄，李纲。

## 轶事
罢官归乡后，曾在无锡胶山避暑暂居，并写下《胶山窦乳泉记》。文中提及自己在每日饮用窦乳泉水后，病症得到极大缓解。